# Qızılca (Culfa)
Qızılca è un comune dell'Azerbaigian situato nel distretto di Culfa.